# Nicla Ursin
Nicla Ursin (født 1. juli 1970) er en barnestjerne der  medvirkede i DRs tv-serie "Matador", hvor hun spillede den yngste Regitze Varnæs, der var datter af Maude og Hans Christian Varnæs. Nicla Ursin blev  mobbet meget, da serien blev sendt, og stoppede derfor efter seks afsnit. Hun har senere lagt stemme til flere børnefilm.